# 药西瓜
药西瓜（学名：Citrullus colocynthis）是葫芦科西瓜属的一种攀缘藤本植物，原产于地中海盆地与亚洲部分地区，尤其是土耳其与努比亚。
药西瓜主要生长在沙漠地带。其与西瓜为同属植物，但药西瓜的果实与普通西瓜相比小而硬，且味苦，故又名苦西瓜。药西瓜种子可以食用，在西非被称为“埃古斯”，是当地饮食中的主要食材之一。
在阿拉伯半岛等地，药西瓜还是一种传统药材，可用作泻药、利尿剂等。